# Glaucomys sabrinus
Glaucomys sabrinus är en däggdjursart som först beskrevs av Shaw 1801.  Glaucomys sabrinus ingår i släktet amerikanska flygekorrar, och familjen ekorrar. IUCN kategoriserar arten globalt som livskraftig.

## Utseende
Arten når en absolut längd (inklusive svans) av 27,5 till 34 cm och en vikt av 75 till 140 g. Svansen är ungefär 20 % kortare än huvudet och bålen tillsammans. Pälsens hår har på ovansidan en brunaktig färg och vita spetsar, undersidan är ljusare. Även flygmembranen är täckt med päls. Flygekorrens svans är avplattad, täckt med hår och avrundad vid slutet. Arten har stora svarta ögon för bättre syn på natten. Tandformeln är I 1/1 C 0/0 P 2/1 M 3/3, alltså 22 tänder.

## Utbredning och habitat
Denna flygekorre förekommer i Nordamerika söder om tundran. Utbredningsområdet sträcker sig från Kanada och Alaska i norr till Kalifornien i syd. Några populationer lever i avskilda områden utan kontakt till huvudbeståndet. Habitatet utgörs av barrskogar och blandskogar samt av mindre trädansamlingar.

## Ekologi
Individerna vilar i trädens håligheter, i självbyggda bon av blad och kvistar eller i jordhålor. I sällsynta fall används fågelholkar. Bon som byggs av kvistar och blad placeras i ett träd 1 till 18 meter över marken. Dessutom fodras boet med upphittade fjädrar och egna hår. Hos arten förekommer familjegrupper som delar samma bo, särskilt under vintern. Beroende på utbredning och årstid är gruppens revir 3 till 35 hektar stort. Glaucomys sabrinus äter främst svampar och lav. Dessutom ingår andra växtdelar som frukter, nötter, frön och unga växtskott samt insekter i födan.
Glaucomys sabrinus kan sväva 3 till 45 meter från träd till träd eller ner till marken. Svansen används för att styra "flyget".
Arten är aktiv på natten och den håller ingen vinterdvala. Födan hittas ofta på marken. Parningen sker under våren eller sommaren. Honan är 37 till 42 dagar dräktig och sedan föds 2 till 6 ungar, vanligen 4 eller 5. Ungarna får cirka två månader di och de blir könsmogna efter 6 till 12 månader. Nyfödda ungar väger 5 till 6 gram och de är i början helt beroende av modern. De är blinda, örats hörselgång är stängd och deras tår är sammanklistrade. Ungarna kan flytta isär tårna efter 6 dagar och ögonen öppnas efter 31 dagar.

## Underarter
Arten delas enligt Catalogue of Life in i följande underarter:
- G. s. sabrinus
- G. s. coloratus
- G. s. fuscus
- G. s. griseifrons
- G. s. californicus

Wilson & Reeder (2005) listar ytterligare 20 underarter.

## Bildgalleri

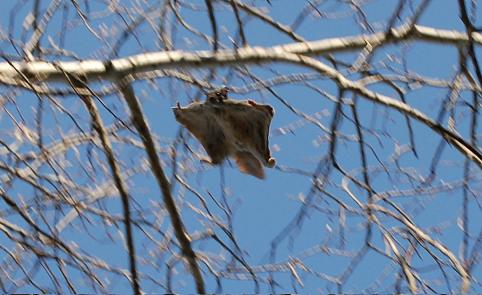
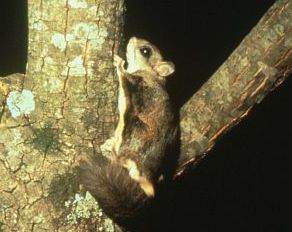
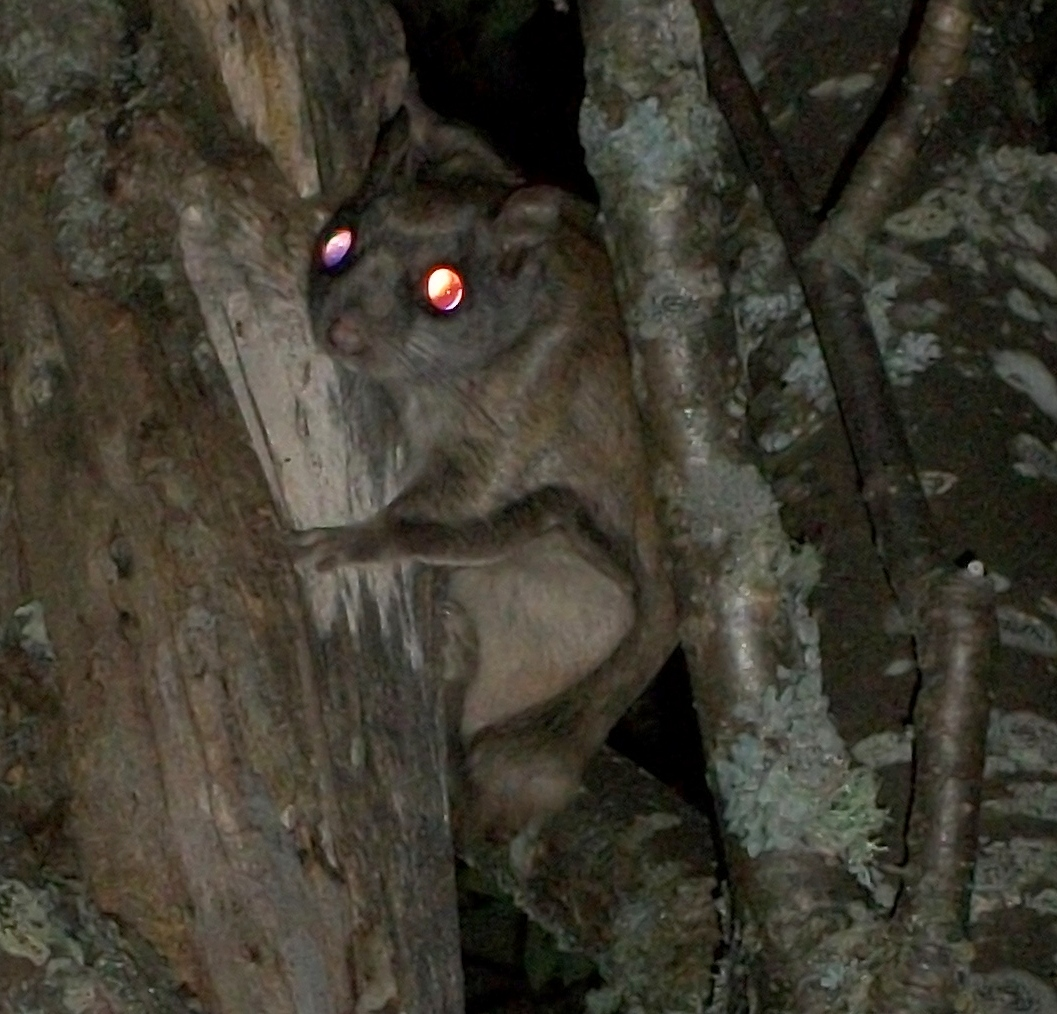
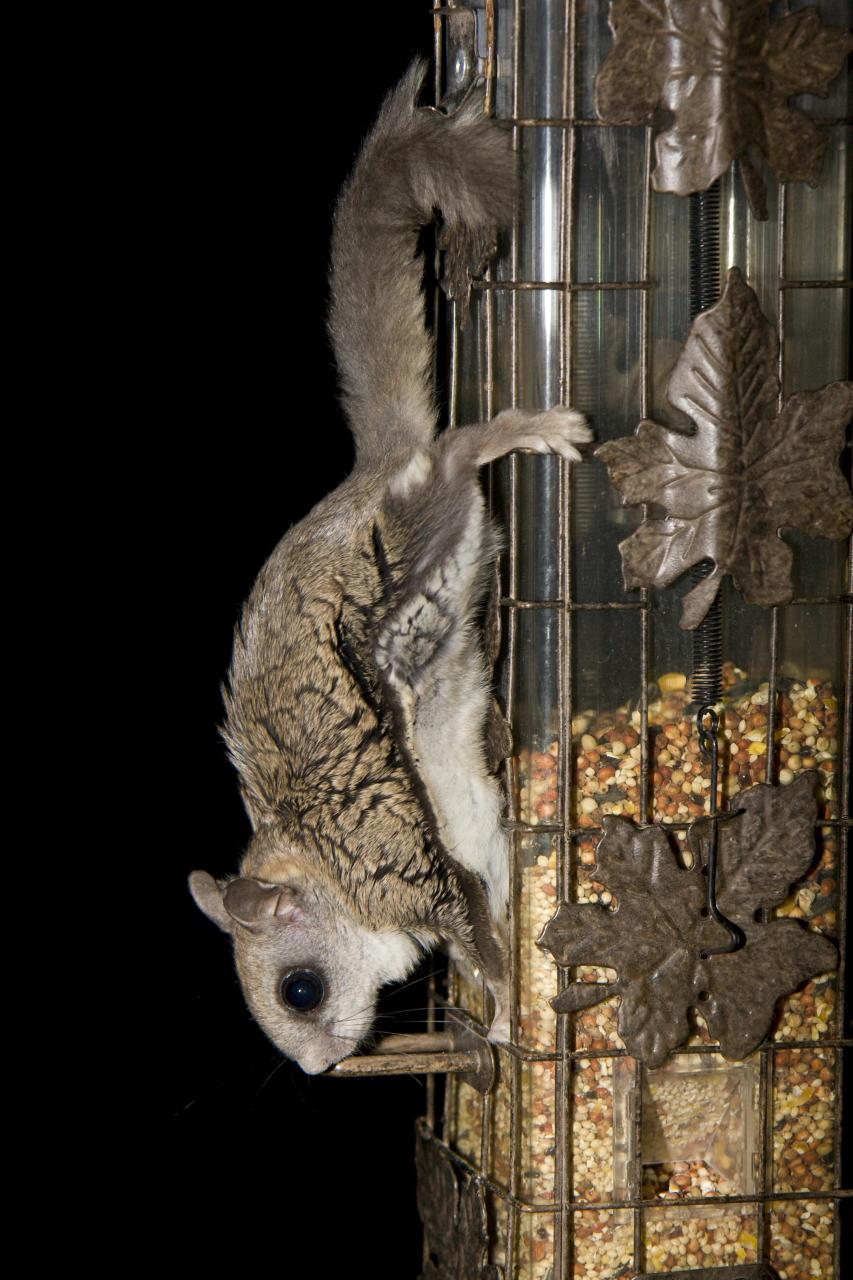
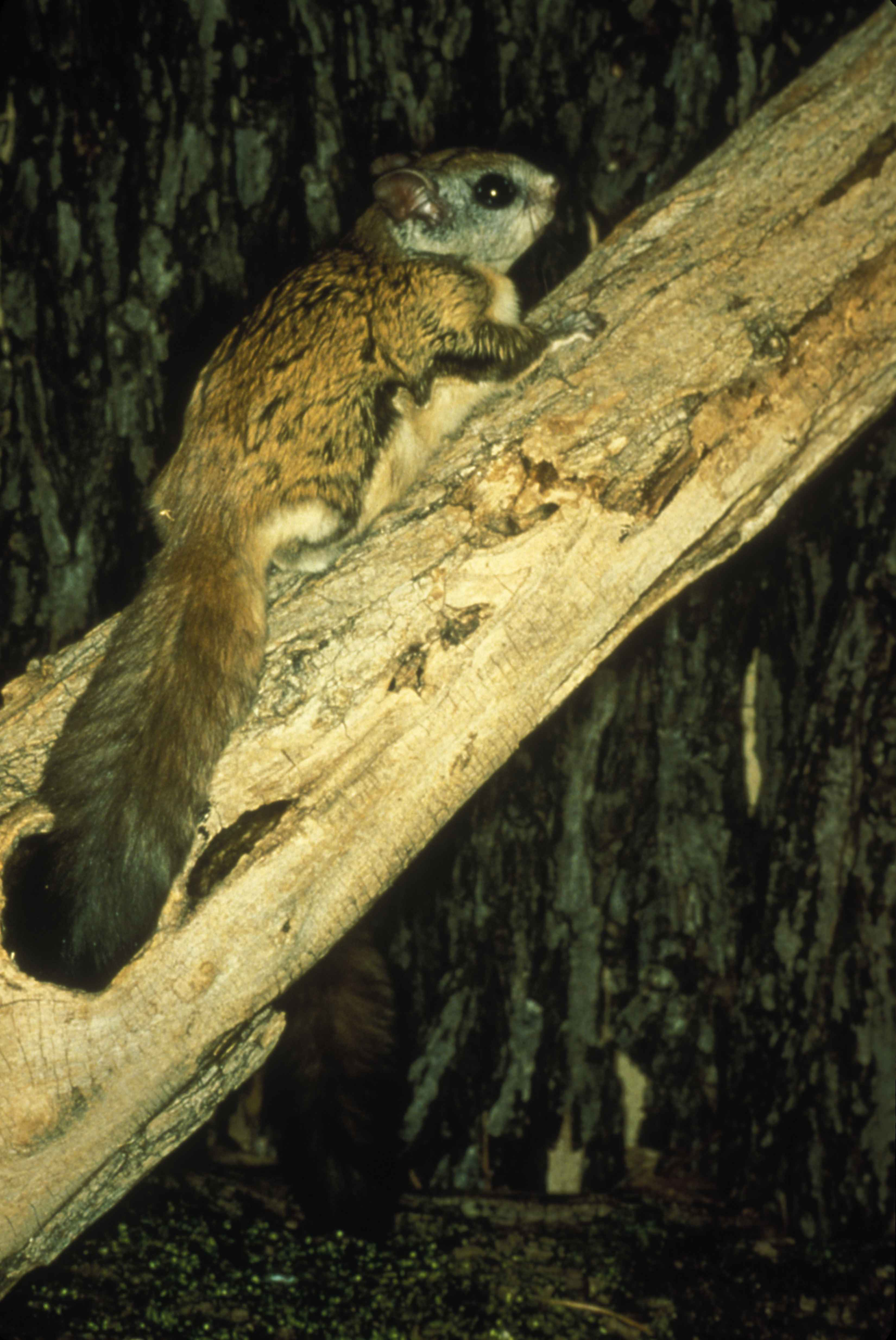